# Orton
Orton (en rus: Ортон) és un poble (un possiólok) de l'óblast de Kémerovo, a Rússia, que en el cens del 2010 tenia 658 habitants, pertany al districte de Mejdurétxensk.